# Graptopetalum pusillum
Graptopetalum pusillum är en fetbladsväxtart som beskrevs av Joseph Nelson Rose. Graptopetalum pusillum ingår i släktet Graptopetalum och familjen fetbladsväxter. Inga underarter finns listade i Catalogue of Life.